# Charles F. Butler
Charles F. Butler var en musikförläggare och sångförfattare från USA under senare delen av 1800-talet.

## Sånger
- Since Christ My Soul From Sin Set Free, i svensk översättning Se'n Gud till barn mig tog åt sig, diktad 1898. Översatt till svenska av James Toft.